# Heinz Gründel
Heinz Gründel (* 13. Februar 1957 in West-Berlin) ist ein ehemaliger deutscher Fußballspieler.

## Verein
Mittelfeldspieler Gründel absolvierte in seiner Laufbahn insgesamt 161 Einsätze in der 1. Bundesliga und erzielte dabei 24 Tore. Ferner kam er zu 218 Einsätzen in Belgien, wobei ihm 48 Treffer gelangen. Mit dem Hamburger SV wurde Gründel 1987 nach einem 3:1-Sieg gegen die Stuttgarter Kickers DFB-Pokalsieger, wurde im Endspiel verletzungsbedingt aber nicht eingesetzt: Gründel hatte sich bei einem Hallenturnier eine Knieverletzung zugezogen. Aufgrund von Kniebeschwerden verpasste er das gesamte Jahr 1987 und musste auch in der Folge verletzt passen. Nach der Winterpause 1987/88 stand er wieder auf dem Platz. Gründel überwarf sich im Frühling 1988 mit HSV-Trainer Willi Reimann und wurde nicht mehr eingesetzt. Nach dem Ende der Saison 1987/88 verließ Gründel den HSV.
Den belgischen Pokal gewann er zweimal mit seinem Verein Thor Waterschei. Überdies wurde er mit Standard Lüttich belgischer Meister.

## Nationalmannschaft
Gründel bestritt vier A-Länderspiele. 1986 wurde er von Teamchef Franz Beckenbauer in das 26-köpfige vorläufige Aufgebot der deutschen Nationalmannschaft für die Weltmeisterschaft in Mexiko berufen. Zu einer Teilnahme an dieser Weltmeisterschaft kam es nicht, da Beckenbauer ihn ein paar Tage vor der Abreise nach Mexiko neben Guido Buchwald, Wolfgang Funkel, und Frank Mill wieder aus dem Aufgebot strich.

## Nach dem Karriereende
Nach dem Karriereende war er in Hamburg zehn Jahre lang Betreiber der Gaststätte „Sam’s Bar“. Gründel war zeitweise als Trainer in der Rudi-Völler-Fußballschule in Cala Millor auf Mallorca tätig.

## Erfolge
- 1987 Deutscher Pokalsieger